# Sailly-sur-la-Lys
Sailly-sur-la-Lys – miejscowość i gmina we Francji, w regionie Hauts-de-France, w departamencie Pas-de-Calais.
Według danych na rok 1990 gminę zamieszkiwało 3889 osób, a gęstość zaludnienia wynosiła 401 osób/km² (wśród 1549 gmin regionu Nord-Pas-de-Calais Sailly-sur-la-Lys plasuje się na 230. miejscu pod względem liczby ludności, natomiast pod względem powierzchni na miejscu 342.).